# 耶姆米加努尔
耶姆米加努尔（Yemmiganur），是印度安得拉邦Kurnool县的一个城镇。总人口76428（2001年）。

## 人口
该地2001年总人口76428人，其中男性38662人，女性37766人；0—6岁人口11027人，其中男5687人，女5340人；识字率50.08%，其中男性为60.95%，女性为38.96%。